# 贝阿尼
贝阿尼（法語：Béhagnies，法語發音：[be.aɲi]）是法国上法蘭西大區加来海峡省的一个市镇，属于阿拉斯区。

## 地理
贝阿尼（50°8'26"N, 2°49'47"E）面积3.06 平方千米，位于法国上法蘭西大區加来海峡省，该省份为法国北部沿海省份，西北濒北海，南至索姆省，东临北部省。
与贝阿尼接壤的市镇（或旧市镇、城区）包括：埃尔维莱尔、莫里、萨皮尼、比耶夫维莱尔莱巴波姆、比于库尔、戈米耶库尔。

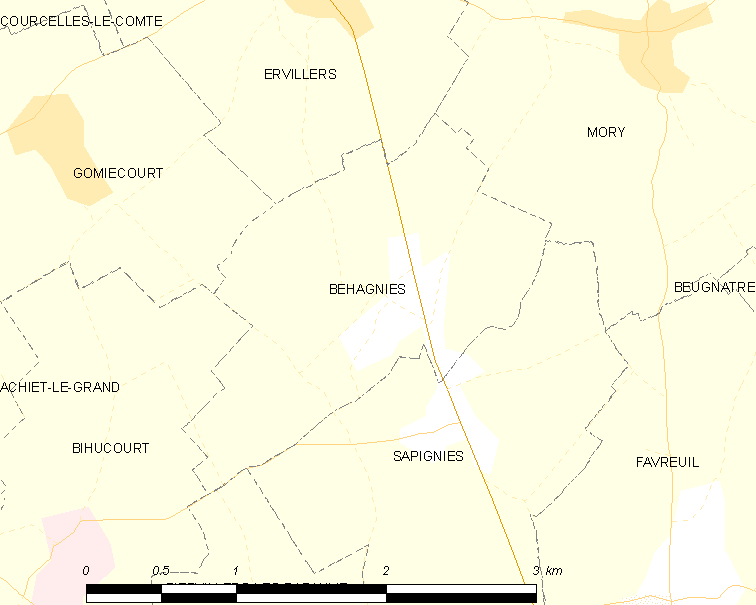
贝阿尼的OSM定位图

贝阿尼的时区为UTC+01:00、UTC+02:00（夏令时）。

## 行政
贝阿尼的邮政编码为62121，INSEE市镇编码为62103。

## 政治
贝阿尼所属的省级选区为巴波姆县。

## 人口

1962-2008年间贝阿尼人口变化图示

贝阿尼于2022年1月1日时的人口数量为121人。